# Оскар Россі
Оскар Пабло Россі (ісп. Oscar Pablo Rossi, нар. 27 липня 1930, Буенос-Айрес — пом. 6 вересня 2012) — аргентинський футболіст, який грав на позиції півзахисника.

## Клубна кар'єра

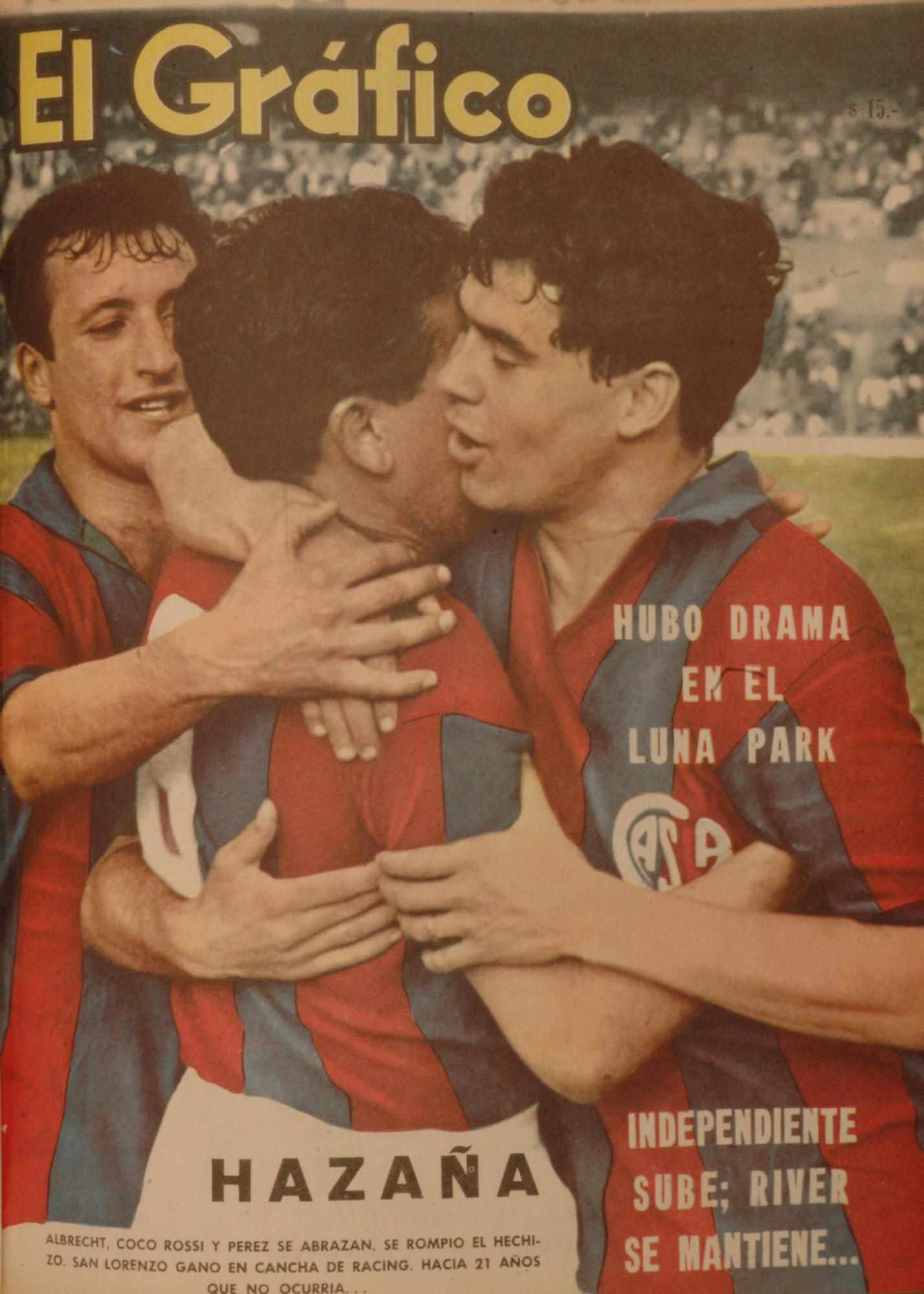
Альбрехт, Коко Россі та Перес під час виступів у «Сан-Лоренсо» в 1963 році.

Народився в окрузі Парке-Патрісіос міста Буенос-Айрес. Футбольну кар'єру розпочав 1950 року в клубі «Уракан», кольори якого захищав до 1953 року. У 1954 році перебрався в «Расінг» (Авельянеда). Проте вже наступного року повернувся до «Уракану», де грав до 1959 року. У 1950 році перейшов до іншого клубу з Буенос-Айреса, «Сан-Лоренсо де Альмагро». Виступаючи в «Сан-Лоренсо», створив успішний тандем з Хосе Санфіліппо. Грав у дебютному розіграші Кубку Лібертадорес 1960, де аргентинці поступилися у півфіналі уругвайському клубу «Пеньяроль». У «Сан Лоренсо» виступав до 1964 року. Потім виступав у коломбійському «Атлетіко Насьйональ» та перуанському «Спортінг Крістал». У 1967 році повернувся до Аргентини, виступав за «Альмарго». Футбольну кар'єру завершив 1969 року у футболці «Уракана». Загалом у Прімера Дивізіоні Аргентини зіграв 287 матчів, в яких відзначився 69-а голами.

## Кар'єра в збірній
З 1961 по 1962 рік національну збірну Аргентини очолював Хуан Карлос Лоренсо. Саме Хуан Карлос викликав Оскара та ще чотирьох гравців «Сан-Лоренсо» до збірної для участі на чемпіонаті світу в Чилі. На турнірі Россі зіграв лише в першому поєдинку аргентинців, проти Болгарії (перемога Аргентини з рахунком 1:0). Проте після поразки (1:3) від Англії та нічиєї проти Угорщини (0:0) Аргентина вибула з турніру.
Рік по тому Оскар був одним з провідних гравців національної команди, яка завоювала бронзові медалі Чемпіонату Південної Америки 1963 року (аргентинці поступилися лише Болівії та Парагваю), Россі зіграв у 4-х з 6-и матчів національної команди на турнірі.
По завершенні кар'єри футболіста розпочав тренерську роботу. У 1978 році нетривалий період часу очолював «Сан-Мігель» з Прімери Д Метрополітано (п'ятий дивізіон чемпіонату Аргентини). Після цього завершив кар'єру тренера.

## Титули і досягнення
- Бронзовий призер Чемпіонату Південної Америки: 1963